# Julija Żurawok
Julija Mykołajiwna Żurawok (ukr. Юлія Миколаївна Журавок; ur. 10 listopada 1994 w Sumach) – ukraińska biathlonistka, pięciokrotna medalistka mistrzostw świata juniorek.

## Kariera
Po raz pierwszy na arenie międzynarodowej pojawiła się w 2012 roku, startując na mistrzostwach świata juniorów w Kontiolahti, gdzie zdobyła złoty medal w sztafecie. Na rozgrywanych rok później mistrzostwach świata juniorów w Obertilliach zdobyła srebrne medale w sztafecie i biegu pościgowym. Ponadto wywalczyła też złoto w biegu indywidualnym i brąz w pościgowym podczas mistrzostw świata juniorów w Raubiczach w 2015 roku. W zawodach Pucharu Świata zadebiutowała 4 grudnia 2014 roku w Östersund, zajmując 58. miejsce w biegu indywidualnym. Pierwsze pucharowe punkty wywalczyła 30 listopada 2016 roku w tej samej miejscowości, kończąc bieg indywidualny na dziesiątej pozycji.
W 2018 roku zdobyła złoty medal w sztafecie mieszanej na mistrzostwach Europy w Ridnaun.

## Osiągnięcia

### Mistrzostwa Europy
| Rok  | Miejscowość    | Konkurencje | Konkurencje | Konkurencje | Konkurencje | Konkurencje | Konkurencje | Konkurencje |
| Rok  | Miejscowość    | IN          | SP          | PU          | MS          | RL          | MR          | SR          |
| ---- | -------------- | ----------- | ----------- | ----------- | ----------- | ----------- | ----------- | ----------- |
| 2017 | Duszniki-Zdrój | 11.         | 21.         | DNS         | nd.         | nd.         | nd.         | nd.         |
| 2018 | Ridnaun        | 4.          | 44.         | DNS         | nd.         | nd.         | 1.          | nd.         |

### Mistrzostwa świata juniorów
| Rok  | Miejscowość  | Konkurencje | Konkurencje | Konkurencje | Konkurencje | Konkurencje | Konkurencje | Konkurencje |
| Rok  | Miejscowość  | IN          | SP          | PU          | MS          | RL          | MR          | SR          |
| ---- | ------------ | ----------- | ----------- | ----------- | ----------- | ----------- | ----------- | ----------- |
| 2012 | Kontiolahti  | 37.         | 31.         | 11.         | nd.         | 1.          | nd.         | nd.         |
| 2013 | Obertilliach | 2.          | 9.          | 4.          | nd.         | 2.          | nd.         | nd.         |
| 2015 | Raubicze     | 1.          | 8.          | 3.          | nd.         | 6.          | nd.         | nd.         |

### Puchar Świata

#### Miejsca w klasyfikacji generalnej
| Sezon     | Miejsce           |
| --------- | ----------------- |
| 2014/2015 | 83.               |
| 2016/2017 | 74.               |
| 2017/2018 | niesklasyfikowana |

#### Miejsca na podium
- Żurawok nigdy nie stanęła na podium indywidualnych zawodów PŚ.